# Capsigera foliosa
Capsigera foliosa är en insektsart som beskrevs av Kenneth Hedley Lewis Key 1976. Capsigera foliosa ingår i släktet Capsigera och familjen Morabidae. Inga underarter finns listade i Catalogue of Life.